# Encéphalite de Californie
 Mise en garde médicale
L'encéphalite de Californie est une encéphalite virale humaine provoquée par un arbovirus (« arthropod-borne virus »). En effet, les moustiques jouent le rôle de vecteurs.
Le virus de l'encéphalite de Californie appartient à la famille des bunyaviridae  et au genre orthobunyavirus. Le virus de la Crosse est le plus important des virus responsables d’encéphalite de Californie aux États-Unis. Parmi les autres virus citons le virus de l'encéphalite de Californie et le virus de Jamestown Canyon.

## Historique
Le virus de l'encéphalite de Californie a été découvert pour la première fois en 1943 dans la région de la vallée de Californie centrale aux États-Unis  et il représente une cause rare de maladie dans le monde occidental.

## Présentation
L'infection initiale par le virus et la virémie primaire provoque l'apparition des symptômes non spécifiques tels que des maux de tête et de la fièvre. La virémie secondaire et la multiplication du virus dans le SNC provoque des symptômes comme la raideur de la nuque, la léthargie et les convulsions. Elle peut aussi provoquer une encéphalite, lorsque l'inflammation du cerveau due à l'infection par le virus provoque des lésions des cellules nerveuses, ce qui affecte la transmission de l’influx nerveux du cerveau vers le corps.

## Structure du virus
La particule virale est enveloppée et contient trois nucléocapsides. L'enveloppe contient des glycoprotéines G1 et des anticorps  neutralisant, bloquant la fusion des protéines du virus avec les cellules de l'hôte et inhibant l’hémagglutination. Le génome du virus est composé d’une chaîne de plus de 12 000 nucléotides et se compose de trois segments de différentes tailles constitués d’un simple brin d’ARN (rotation en sens négatif et dans les deux sens).